# Анастас Клисуров
Анастас Петков Клисуров е български медик, преподавател и учен хистолог, професор.

## Биография
Роден е във Варна през 1894 г. Син е на българския художник Петко Клисуров (1865–1933). Завършва средно образование в София през 1911 г. През 1922 г. завършва медицина в Грац, Австрия. По време на Първата световна война първо е ординатор в ХІ местна военна хирургическа болница в София, а след това лекар на Южния фронт. Практикува като военен лекар 3 години.
Постъпва като редовен асистент в Института по обща патология и патологична анатомия в Медицинския факултет на Софийския университет през 1925 г. През 1935 г. става доцент и е назначен за директор на Института. През 1940 г. е избран за извънреден професор, като заема тази длъжност до смъртта си. През учебната 1942/1943 г. е избран за декан на Медицинския факултет. Преподава и в Училището за акушерки при Акушеро-гинекологическата клиника и Училището за милосърдни сестри на дружество „Червен кръст“.
Проф. Клисуров е член-основател на Дружеството на патолозите, съдебните медици и токсиколозите в България, член е на Комитета за борба с рака, научен редактор на списанията: „Медицински преглед“ и „Българска клиника“. Член е и на много чуждестранни научни дружества, за които издава много научни публикации. Като изследовател въвежда метод за по-бързо изготвяне на хистологичните препарати.
Освен като лекар той е и любител живописец. Рисува лично част от изображенията на преподавания от него материал. Създава в Института сбирка от фотографски снимки на патолого-анатомични препарати, сбирка от хистологични преподавателски препарати, картотека на института. Институтския музей по ценност на препарати е признат от научната общност.
Умира на 29 декември 1944 г. в полунощ при неизяснени обстоятелства. Няколко седмици преди това споделя, че са готови за печат негови учебници по обща патология, специална патологична анатомия, патологична хистология и секционна техника.